# Theater Performance Kunst RAMPIG
Theater Performance Kunst RAMPIG ist ein freischaffendes Theater- und Performance-Kollektiv. Im Jahr 2005 von Beata Anna Schmutz in Heidelberg gegründet, ist die Gruppe seit 2012 in einem gemeinnützigen Verein mit Sitz in Mannheim organisiert. Die in verschiedenen Städten lebenden Mitglieder mit unterschiedlichen künstlerischen Schwerpunkten bilden für die Zeitdauer einer Inszenierung eine interdisziplinäre Arbeitsgemeinschaft, die um Gastkünstlerinnen und -künstler verschiedener Genres erweitert wird.

## Arbeitsweise
Die Inszenierungen der Gruppe haben meist Werke der klassischen Literatur zur Vorlage, die mit Mitteln der neuen Dramatik Motive und Zitate aus Pop- und Hochkultur kombinieren und so die Aufhebung herkömmlicher narrativer Erzählverfahren zum Ziel haben. Die Arbeitsweise des Kollektivs verbindet dabei Performance mit zeitgenössischen Formen des Schauspiels im Kontext von Rauminstallationen. Die Projekte sind durch spezifische Raumlösungen und das Hinzuziehen der bildenden und visuellen Künste gekennzeichnet. Ein thematischer Schwerpunkt des Kollektivs ist die Erforschung theatralischer Grenzen und der Grenzen der Kunstgattungen. In den bisherigen Arbeiten wurde zudem die traditionelle Grenze zwischen Publikum und dem Theatergeschehen thematisiert. Konzeptionell will die Gruppe dabei das Verhältnis zwischen Kunst und realem Leben erforschen. Dabei soll ein grenzüberschreitendes Kunsterleben möglich werden, in dem das Publikum autonom über die Rolle des aktiven Teilnehmers, des Kunstwerkrezipienten oder des stillen Beobachters entscheidet. In den letzten Produktionen wurden dafür zunehmend immersive Strategien verfolgt. Die starke Verbindung zwischen der Bildenden und Darstellenden Kunst bedingt dabei eine Arbeitsweise, die als Kuratieren im Spiel bezeichnet werden kann.

## Werke

### Inszenierungen
- 2008: „antigone“: Haus der Jugend Heidelberg und zwinger1, Theater und Orchester Heidelberg
- 2009: „metamorphosis“: Haus der Jugend Heidelberg und zwinger1, Theater und Orchester Heidelberg
- 2010: „FAUST Vol. 1“: Haus der Jugend Heidelberg und zwinger1, Theater und Orchester Heidelberg
- 2011: „pest“: Haus der Jugend Heidelberg
- 2012: „HAMLET“: Haus der Jugend Heidelberg und Theatertreffen der Jugend, Haus der Berliner Festspiele
- 2013: „Das Schloss - Winterquartier“: Haus in der Gneisenaustraße und Deleta 1 Festival Heidelberg
- 2013: „Das Schloss - Spuren im Schnee“: Haus in der Gneisenaustraße Heidelberg
- 2014: „Das Schloss - Permafrost“: zeitraumexit Mannheim
- 2015: „Schuld (und Sühne)“: ehemalige Commissary, Benjamin Franklin Village Mannheim
- 2018: „Die Strafkolonie“: Haus am Friedhof 13 Mannheim
- 2022: „Schwesterstaat“: Kleist Forum Frankfurt (Oder) und Theaterfestival Schwindelfrei, St. Hedwig-Klinik Mannheim

### Performance
- 2010 „saft“: Festival 97 Meter über dem Meer, zeitraumexit Mannheim und Festival 48 Stunden Neukölln, Berlin
- 2010 „Faust HNO“: Universitätsklinikum Heidelberg
- 2011 „danse macabre“: Festival 97 Meter über dem Meer, zeitraumexit Mannheim
- 2011 „Schlachthof 1“: Festival 97 Meter über dem Meer, zeitraumexit Mannheim und Queer Festival Heidelberg
- 2011 „farbfilm“: Theatertage Karlstorbahnhof, Heidelberg
- 2012 „Schlachthof 2“: Festival 48 Stunden Neukölln, Berlin
- 2013 „Das Schloss Preview“: Festival 97 Meter über dem Meer, zeitraumexit Mannheim
- 2013 „Eiskalt“: Festival 48 Stunden Neukölln, Berlin
- 2013 „Die Ankunft des ersten Bettlers“: Privatwohnungen in Berlin
- 2015 „Schuld (und Sühne) Salon I: Verbrechen und Strafe“: zeitraumexit Mannheim
- 2015 „Schuld (und Sühne) Salon II: Beichte und Vergebung“: zeitraumexit Mannheim
- 2020 „Drei Schwestern: Frauenlaube“: Theaterfestival Schwindelfrei, Theaterhaus G7 Mannheim
- 2021 „Drei Schwestern: Frauenherberge. Geisterbilder“: barac Kunst/Labor/Soziales Mannheim

## Auszeichnungen
- 2009: Nominierung für Berliner Festspiele 30. Theatertreffen der Jugend 2009 mit „antigone“.
- 2010: Nominierung für Berliner Festspiele 31. Theatertreffen der Jugend 2010 mit „metamorphosis“.
- 2012: Preisträger Berliner Festspiele 34. Theatertreffen der Jugend 2013 mit „HAMLET“.
- 2015: Jugendbildungspreis Baden-Württemberg für „Das Schloss“.

## Medien und Literatur
- Dennis Baranski: William Shakespeare im Fleischwolf. In: Mannheimer Morgen. 23. Juli 2012.
- SWR2: Tandem: Rakete live. 24. April 2013.
- Martin Vögele: Fieberträumende Bewusstseinsreise. In: Mannheimer Morgen. 11. Oktober 2013.
- Ralf-Carl Langhals: Die Nachwuchsbesorgerin. In: Theater der Zeit. Nr. 2 2014.
- Beata Anna Schmutz: Hamlet im Fleischwolf. In: Schultheater. Nr. 20, 2015.
- Ralf-Carl Langhals: Das Kabinett des Dr. Dostojewski. In: Mannheimer Morgen. 6. Oktober 2015.
- Markus Mertens: Das Grauen wird spürbar. In: Mannheimer Morgen. 28. Juli 2018.